# Louis de Bavière (1982)
Pour les articles homonymes, voir Louis de Bavière.
Louis de Bavière (Ludwig Prinz von Bayern), prince de Bavière (né le 14 juin 1982 à Landsberg am Lech, en Bavière) est un ingénieur informaticien et juriste allemand. Arrière-arrière-petit-fils du dernier roi de Bavière, Louis III, il est le fils aîné de Luitpold de Bavière et est en 3e position dans l'ordre de succession au défunt trône royal de Bavière, après son père (2e) et le cousin de celui-ci, Max en Bavière (1er), frère de l'actuel chef de la maison de Wittelsbach, François de Bavière.

## Biographie

### Famille
Louis de Bavière est le fils aîné de Luitpold de Bavière et de son épouse, Katrin Beatrix Wiegand. Le 3 mars 1999, le duc François de Bavière, chef de la maison Wittelsbach, reconnaît le mariage comme dynastique, permettant ainsi aux enfants qui en naîtront d'hériter des titres et prétentions des Wittelsbach.
Ses grands-parents étaient le prince Louis de Bavière et la princesse Irmingard de Bavière, qui vécurent au château de Leutstetten, qui sert maintenant de résidence à leur fils aîné, le prince Luitpold. Celui-ci dirige la brasserie König Ludwig Schlossbrauerei à Kaltenberg et produit la bière König Ludwig (Roi Louis), qui produit 340 000 hectolitres par an.
Le prince Louis grandit au château de Kaltenberg, non loin de son lieu de naissance. Il a deux sœurs aînées et deux frères cadets :
- Auguste (1979), ornithologue, mariée au prince Ferdinand de Lippe-Weissenfeld ;
- Alice (1981), biologiste, mariée au prince Lukas d'Auersperg ;
- Henri (1986), marié à Henriette Gruse ;
- Charles (1987)[2].

### Éducation et formation
Alors qu'il est encore enfant, il est envoyé à Londres dans un monastère bénédictin. Il passe son abitur au lycée Rhabanus Maurus de l'abbaye de Sainte-Odile. À l'âge de 16 ans, il fonde une société de logiciels informatiques. Il crée notamment des pages web. Il organise également plusieurs soirées d'après-Wiesn, dans lesquelles il est barman et sert la bière Roi Louis. Il commence ensuite des études en droit et obtient un doctorat à l'Université de Göttingen avec une spécialisation en droits de l'homme.
François de Bavière le fait venir au château de Nymphenburg, afin de le préparer à ses futures tâches de représentation en tant que chef de la maison de Wittelsbach. Après quelques années, il décide d'aller en Afrique et fonde une société de logiciels informatiques à Lokitaung, dans le comté de Turkana au Kenya. L'objectif de ce projet, baptisé Startup Lions, est de former et d'éduquer les jeunes. Selon ses propres déclarations, il séjourne en Afrique environ dix mois par an, passant le reste de l'année en Bavière pour assurer ses missions de représentation. En outre, il est président du Hilfsverein Nymphenburg (Association d'aide de Nymphenburg), fondé par sa grand-mère et la Croix-Rouge de Bavière, qui est engagé dans des projets sociaux pour les enfants, en particulier en Europe de l'Est et en Afrique de l'Est. Il est impliqué dans des projets dans l'aide au développement.
Le 22 mai 2022, au château de Nymphenburg, Louis de Bavière reçoit la médaille d'État du mérite social décernée par le Landtag de Bavière, en raison de son engagement humanitaire. Il s'est, en effet, rendu à la frontière roumano-ukrainienne afin d'apporter un soutien et une aide aux victimes de la guerre en Ukraine.

### Mariage et descendance
Le 3 août 2022, la maison de Bavière annonce les fiançailles du prince Louis à Berchtesgaden avec Sophie-Alexandra Evekink, politologue et criminologue, doctorante et chargée de cours à l'Université d'Oxford, issue d'une famille néerlandaise et canadienne, née à Singapour en 1989,. 
Leur mariage est célébré le 20 mai 2023 en l'église Saints-Kajetan-et-Adelheid de Munich,.
Le couple est parent d'un fils : Rupprecht Theodor Maria de Bavière, né à Munich le 6 août 2024.